# The Honourable

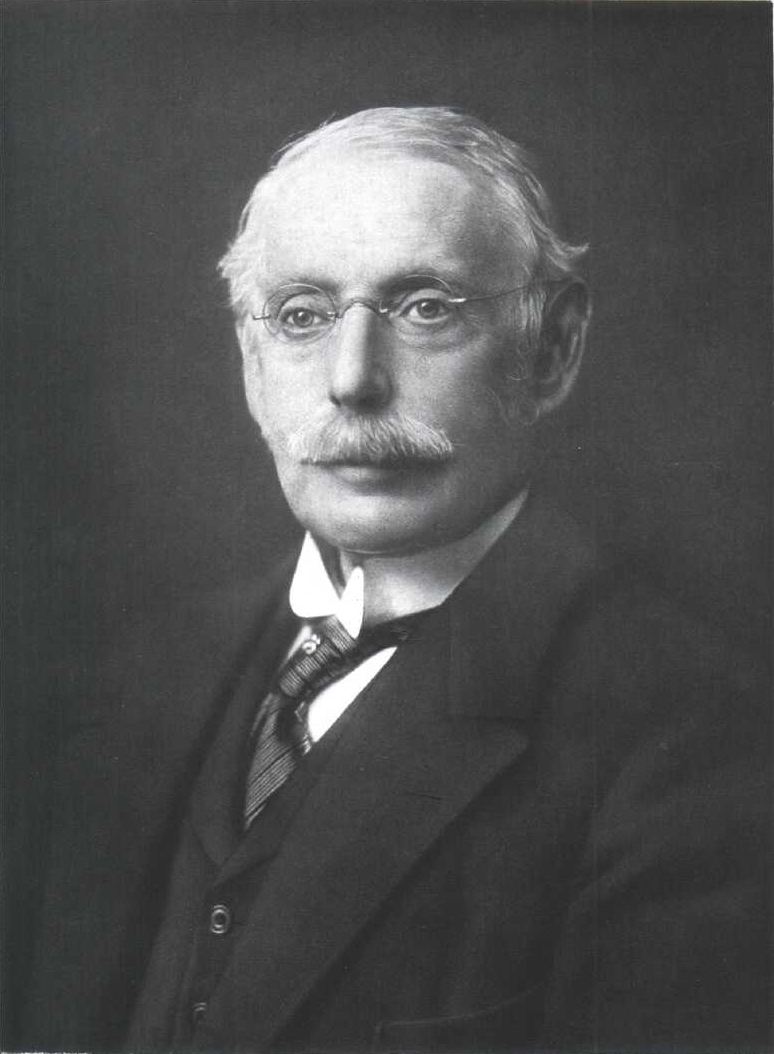
The Honourable Sir Charles Algernon Parsons.

The Honourable (brittisk engelska) eller The Honorable (amerikansk engelska), på svenska ungefär Den Hedervärde, är en hederstitel som ges till vissa adelspersoner, politiker och diplomater i flera olika länder.

## The Honourable i olika länder

### Storbritannien
I Storbitannien används The Honourable som artighetstitel för alla söner och döttrar till vicomtar och baroner samt yngre söner till earlar. Det samma gäller sönernas makor. I brittiska underhuset används The Honourable när ledamöterna debatterar med varandra, exempelvis the honourable member. Är ledamoten även medlem av Kronrådet är denne berättigad till The Right Honourable och då används denna titel istället.

### Sverige
Närmaste motsvarigheten till The Honourable i Sverige torde var välborne som ges till obetitlad adel.[förklaring behövs]

### USA
I USA får presidenten, vicepresidenten, kongressledamöter, guvernörer, delstatsförsamlingsledamöter samt borgmästare The Honorable som artighetstitel. Det samma gäller personer nominerade till sitt ämbete av presidenten som ministrar, federala domare och ambassadörer. Titeln används endast i tredje person, det vill säga inte som tilltal. Som regel gäller titeln även efter ämbetsperioden, dock ej för avlidna. Make eller maka till person berättigad till The Honorable får inte någon hederstitel.